# 952 (prefisso)

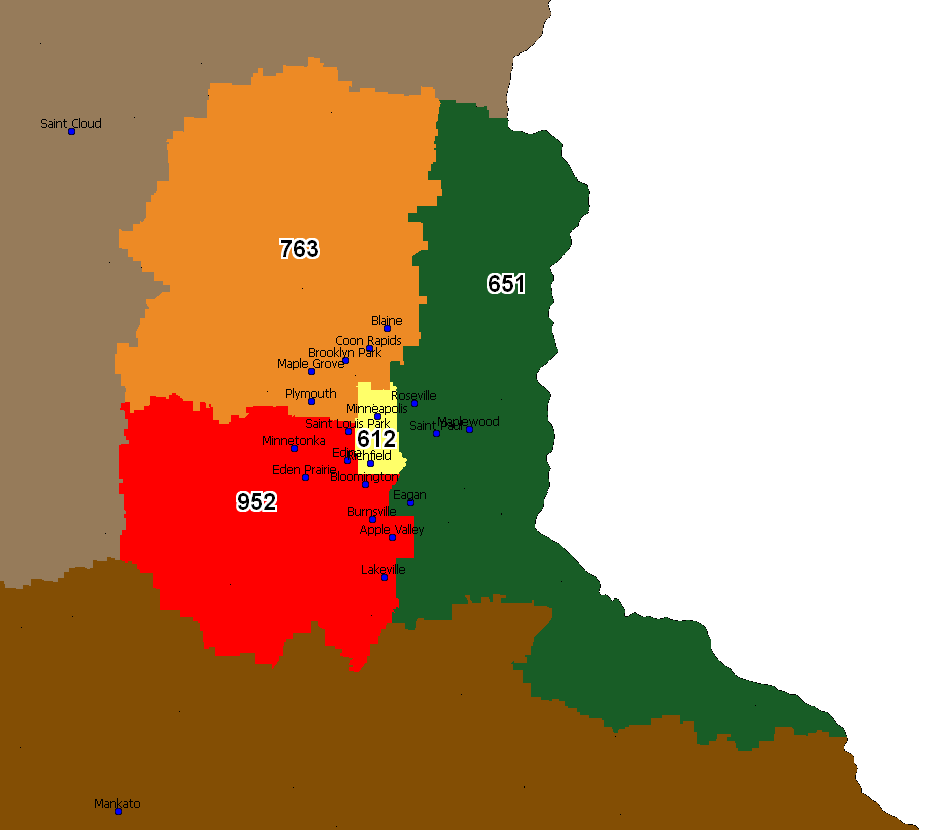
La mappa dei distretti telefonici del Minnesota. In rosso il prefisso 952.

952 è il prefisso telefonico che copre alcune zone a sud-ovest dell'area metropolitana di Minneapolis. È stato creato nel 2000 quando il distretto telefonico 612, il quale copriva il centro dello stato, fu assegnato solo a Minneapolis. Il distretto comprende 4 contee: le contee di Carver, Dakota, Hennepin e Scott. Confina a nord con il prefisso 763, a sud col 507, a ovest col 320, e a est coi 612 e 651.

## Città e comuni con il prefisso 952
Il distretto telefonico copre 34 comuni. I comuni compresi nel distretto sono:
- Contea di Carver:

Carver, Chanhassen, Chaska, Cologne, Norwood Young America, Victoria, Waconia, Watertown,
- Contea di Dakota:

Appley Valley, Burnsville, Lakeville,
- Contea di Hennepin:

Bloomington, Eden Prairie, Edina, Excelsior, Hopkins, Long Lake, Minnetonka, Minnetrista, Mound, Orono, Shorewood, St. Bonifacius, St. Louis Park, Spring Park, Tonka Bay, Wayzata
- Contea di Scott:

Belle Plaine, Elko New Market, Jordan, New Prague, Prior Lake, Savage, Shakopee.